# 헤이터 (영화)
"헤이터"(폴란드어: Sala samobójców. Hejter)는 2020년 공개된 폴란드의 영화이다.

## 출연

### 주연
- 마치에이 무시알로브스키 - 토마시 기엠자 역

### 조연
- 아가타 쿨레샤 - 베아타 산토르스카 역
- 다누타 스텐카 - 조피아 크라우츠카 역
- 바네사 알렉산데르 - 가비 크라우츠카 역
- 마치예 스투르 - 파벨 루드니츠키 역
- 야첵 코먼 - 로베르트 크라우츠키 역
- 아담 그라도브스키 - 스테판 구즈코브스키 '구제크' 역
- 마테우시 파체비치 - 파티광 역